# Ах-Восаль-Чан-Кинич
Ах-Восаль-Чан-Кинич (Aj Wosaaj Chan K’inich Двойной гребень) — 35 правитель Саальского царства со столицей в Наранхо.

## Биография
Является преемником Кинич-Тахаль-Чака. Вступил на власть в 546 году, проправив до 615-го.
Во время его правления заключает союз с Канульским царством.
После его смерти в 615 году его преемником стал Кушах-Чан-Кинич.